# Coxova regrese
Coxova regrese, Coxův model poměrného hazardu nebo Coxův model proporcionálních rizik (či Coxův model proporcionálního rizika apod.) je model, který se používá v analýze přežívání pro regresní odhad doby přežití na cenzorovaných datech. Model navrhl David Cox v roce 1972 a od té doby je považován za základní řešení pro tento typ analýzy. Model předpokládá, že funkce hazardu v čase je součinem funkce základního hazardu (očekávaného rizika bez vlivu dalších faktorů, které závisí jen na čase a odhaduje se neparametricky) a faktoru, který vyjadřuje vliv dodatečných faktorů, je na čase nezávislý a je odhadován parametricky.